# Премія Гордона Маєрса за аматорські досягнення
Премія Гордона Маєрса за аматорські досягнення (англ. Gordon Myers Amateur Achievement Award), відома до 2018 року як Премія Тихоокеанського астрономічного товариства за аматорські досягнення (англ. Amateur Achievement Award of the Astronomical Society of the Pacific) — щорічна нагорода Тихоокеанського астрономічного товариства, присуджувана за «значний внесок в астрономію або аматорську астрономію тих, хто не працює в галузі астрономії на професійній посаді». Внесок може включати як спостережну астрономію, так і астрономічні технології. Нагорода присуджується астрономам-любителям з різних країн з 1979 року і є однією з найбільш географічно різноманітних астрономічних нагород.
Переможці отримують пам'ятну табличку, яка вручається на бенкеті під час щорічних зборів Тихоокеанського астрономічного товариства. Сума нагороди становить 500 доларів США. Кандидатів може висунути будь-який член астрономічної спільноти (за винятком самих номінантів та їхніх сімей), і номінації повинні супроводжуватися іншими листами підтримки. Усі номінації мають бути надіслані до Тихоокеанського астрономічного товариства до 15 грудня року висунення та залишаються дійсними протягом трьох років. Переможців обирає Комітет з нагород, призначений Радою директорів. Комітет має право не нагороджувати жодного з номінантів, якщо вони не вважають їхні досягнення достатньо визначними, що вже траплялося кілька разів.

## Лауреати
Лауреатами нагороди стали:
| Year | Name                                | Nationality       | Field | Notes             |
| ---- | ----------------------------------- | ----------------- | --- | ----------------- |
| 1979 | Джеймс Макмегон                     | США               | Затемнення | [ 3 ]             |
| 1980 | Френк Бейсон                        | Нова Зеландія     | Змінні зорі | [ 6 ]             |
| 1981 | Джордж Елкок                        | Велика Британія   | Нові зорі, комети | [ 7 ]             |
| 1982 | Бен Меєр                            | США               | Блінк-компаратор | [ 8 ] [ 9 ]       |
| 1983 | Джей Гантер                         | США               | Астероїди | [ 10 ] [ 11 ]     |
| 1984 | Расселл Геннет                      | США               | Фотоелектрична фотометрія | [ 12 ]            |
| 1985 | Грегг Томпсон & Роберт Еванс        | Австралія         | Наднові | [ 13 ] [ 14 ]     |
| 1986 | Жан Меус                            | Бельгія           | Обчислювальна астрономія | [ 15 ] [ 16 ]     |
| 1987 | Клінтон Форд                        | США               | Змінні зорі | [ 17 ]            |
| 1988 | Джек Ньютон                         | Канада            | Астрофотографія | [ 18 ]            |
| 1989 | Пол Бейз                            | Франція           | Подвійні зорі | [ 19 ]            |
| 1990 | Оскар Монніг                        | США               | Метеорити | [ 20 ]            |
| 1991 | Отто Кіппс                          | Німеччина         | Орбіти астероїдів | [ 21 ]            |
| 1992 | Річард Лайнс & Helen Lines          | США               | Фотоелектрична фотометрія змінних зір | [ 22 ]            |
| 1993 | Девід Леві                          | Канада/ США       | Комети | [ 23 ]            |
| 1994 | Валтер Гаас                         | США               | Засновник Асоціації спостерігачів Місяця і планет | [ 4 ]             |
| 1995 | Доналд Паркер                       | США               | Фотографування планет | [ 4 ]             |
| 1996 | Майкл Деніел Овербік                | ПАР               | Змінні зорі | [ 24 ]            |
| 1997 | Едвард Галбах                       | США               | Змінні зорі й покриття | [ 25 ]            |
| 1998 | Альберт Джонс                       | Нова Зеландія     | Змінні зорі й комети | [ 26 ]            |
| 1999 | Воррен Оффатт                       | США               | Транснептунові об'єкти | [ 27 ]            |
| 2000 | Пол Болтвуд                         | Канада            | Фотографування об'єктів далекого космосу, комета Хякутаке | [ 28 ]            |
| 2001 | Сюічі Накано                        | Японія            | Розрахунок орбіт комет | [ 29 ]            |
| 2002 |                                     | Не присуджувалася | Не присуджувалася | Не присуджувалася |
| 2003 | Кайл Смайлі                         | США               | Навколоземні астероїди | [ 30 ]            |
| 2004 | Нік Шуманек                         | Велика Британія   | Отримання й обробка зображень | [ 31 ]            |
| 2005 | Тім Гантер                          | США               | Світлове забруднення | [ 32 ]            |
| 2006 | Каміл Горнох                        | Чехія             | Візуальні й ПЗЗ-спостереження змінних зір і комет | [ 33 ]            |
| 2007 | Пітер Френсіс Вільямс               | Австралія         | Змінні типу R Північної Корони, моніторинг змінних зір | [ 34 ]            |
| 2008 | Стів Мандел                         | США               | ПЗЗ-спостереження | [ 35 ]            |
| 2009 | Томас Дродж (Thomas Droege)         | США               | Розробка ПЗЗ-приладів та всесвітньої програми огляду неба | [ 36 ]            |
| 2010 | Елан Рагілл (Allan Rahill)          | Канада            | Адаптував прогнози Канадського метеорологічного центру для планування спостережень із високоточними точковими прогнозами високої роздільної здатності хмарного покриву, прозорості, видимості, темряви, вітру, температури та вологості над Північною та Центральною Америкою | [ 37 ]            |
| 2011 | Кевін Аппс (Kevin Apps)             | Велика Британія   | Розвиток екзопланетних досліджень та астрофізики зір | [ 38 ]            |
| 2012 | Джефрі Гопкінс (Jeffrey L. Hopkins) | США               | Фотоелектрична фотометрія і спектроскопія високої роздільної здатності | [ 39 ]            |
| 2013 |                                     | Не присуджувалася | Не присуджувалася | Не присуджувалася |
| 2014 | Род Стаббінгс (Rod Stubbings)       | Австралія         | Допоміг переглянути підтип карликових нових Z Cam і виявив повторювану нову V745 Скорпіона під час спалаху на ранковому небі, що призвело до сповіщення AAVSO та привернуло значну увагу астрономічної спільноти                                                              | [ 40 ]            |
| 2015 |                                     | Не присуджувалася | Не присуджувалася | Не присуджувалася |
| 2016 |                                     | Не присуджувалася | Не присуджувалася | Не присуджувалася |
| 2017 | Гао Сінг                            | КНР               | Наднові / комети | [ 41 ]            |
| 2018 | Тіам-Гуан Тан (Thiam-Guan Tan)      | Австралія         | Екзопланети | [ 42 ]            |